# Ángel de Oro
Ángel de Oro, född 9 augusti 1988, är en mexikansk fribrottare eller luchador från Mexiko. Ángel de Oro wrestlar som en tecnico eller babyface det vill säga en god karaktär. 
Han arbetar i och tävlar för Consejo Mundial de Lucha Libre, vanligtvis förkortat som "CMLL". 
Ángel de Oro bär, som många andra mexikanska fribrottare, en mask när han tävlar, enligt traditioner inom lucha libre. Hans riktiga namn är inte känt av allmänheten.
àngel de Oro var en del av gruppen Los Ángeles Celestiales tillsammans med sin bror Ángel de Plata och Ángel Azteca, Jr.. Hans bror Ángel de Plata gick senare över till rudos (en ond karaktär) och kallar sig numera för Niebla Roja och är precis som Ángel de Oro i CMLL och de båda tävlar ofta mot varandra.
I december 2013 ådrog sig Ángel de Oro en knäskada men han beräknas vara tillbaka i ringen till sommaren 2014.

## Titlar
- Consejo Mundial de Lucha Libre
  - Mexican National Trios Championship (1 gång) – med Diamante och Rush.
  - Forjando un Ídolo (2011)
  - Mexican National Trios Championship #1 Utmanare-turneringen (2011) – med Diamante & Rush. [4]
  - Reyes del Aire (2011, 2012)
  - CMLL - Årets nykomling (2009)[5]
  - CMLL - Årets "Revelation" (2010)

- SuperLuchas Magasin
  - Årets nykomling (2009)

### Luchas de Apuestas statistik
| Vad  | Vinnare      | Förlorare        | Datum        | Plats               | Kommentarer                          |
| ---- | ------------ | ---------------- | ------------ | ------------------- | ------------------------------------ |
| Mask | Ángel de Oro | Fabián el Gitano | 18 juli 2010 | Mexico City, Mexiko | Vid galan Infierno en el Ring (2010) |

1. ↑  De var de två sista deltagarna i en "steel cage match" som gick ut på att den sist ut ur buren förlorade sin mask. De andra deltagarna var: Ángel de Plata, Ángel Azteca, Jr., Diamante, Sensei, Hooligan, Monster, Puma King, Tiger Kid, Doctor X och Histeria